# Канюк скельний
Канюк скельний (Buteo rufofuscus) — африканський хижий птах родини яструбових із довжиною тіла 55-60 см. Це переважно гірський вид, що зазвичай зустрічається на висотах близько 2 000 м, але досягає і 5 000 м, і опускається до передгірних рівнин. Це осілий вид. Часто поділяють на три підвиди:
- B. r. rufofuscus, номінативна південноафриканська форма
- B. r. augur, водиться в Ефіопії, Уганді, Південному Судані і на півночі Конго
- B. r. archeri, водиться в Сомалі